# Bistrița (Moldavië)
De Bistrița is een rivier in Roemenië die van het Rodnagebergte in de Oostelijke Karpaten in zuidoostelijke richting naar de Siret, een zijrivier van de Donau stroomt. De Moldavische Bistrița heeft een kleinere naamgenoot in Transsylvanië, die eveneens in de Oostelijke Karpaten begint, maar in tegenstelling tot de Moldavische Bistrița naar het westen stroomt.
De bovenloop van de rivier staat bekend onder de naam Gouden Bistrița (Bistrița Aurie).
Bij het kuur- en skioord Vatra Dornei neemt de Bistrița de rivier de Dorna op. Zuidoostelijker bereikt de Bistrița samen met de Kleine Bistrița het Bicazmeer, het grootste kunstmatige meer van Roemenië. De stuwdam bevindt zich even ten noorden van de stad Bicaz en werd in de jaren 50 gebouwd.
De Bistrița zet vervolgens zijn weg naar het zuidoosten voort via de grotere steden Piatra Neamț en Bacău. Op dit traject bevindt zich een groot aantal kleinere stuwmeren.
- Gemeinsame Normdatei: 4088393-0
- Virtual International Authority File: 248547711